# Стефанос Тамвакіс

Стефанос Тамвакіс, Мега-Йорти, Гранітне, 2009 рік

Стефанос Тамвакіс (грец. Στέφανος Ταμβάκης, англ. Stefanos Tamvakis, 27 червня 1952, Александрія) — єгипетський підприємець, чинний президент Ради греків зарубіжжя.

## Біографія
Навчався в Александрійській гімназії. Разом із родиною переїхав до Великої Британії. Продовжив освіту у Кембріджі, вивчав ділове адміністрування. Володіє окрім грецької арабською, англійсбкою та французькою мовами. 1975 року повернувся до Александрії та очолив спільно з братом родинни бізнес, підприємство з виробництва харчових продуктів «St'George's», засноване 1905 року.
1976 року починає брати активну діяльність у роботі товариства «Есхілос-Аріон», президентом якого свого часу був його батько Палос Тамвакіс. 1984 року обраний уповноваженим представником грецької общини в Александрії, 1990 року — її Президентом. 1995 року Стефанос Тамвакіс обирається віце-президентом Ради греків зарубіжжя (Периферійну конференцію Азії та Африки), Координатором Азії-Африки, тричі поспіль переобирається на цю посаду.
1999 року за його особистого сприяння до Александрії з Греції була повернена стаття Александра Македонського, того ж року в Александрії відбувається Периферійна конференціа Азії та Африки. 2001 року направлений у складі місії міністерства закордонних справ у Судан, де незаконно утримували у тюрмах етнічних греків. У грудні 2001 року обирається альтернативним Президентом, координає питання освіти та молоді. У березні залишає посаду Президента общини греків Александрії, проте проголошується її асамблеєю Почесним Президентом.
З 2006 року Стефанос Тамвакіс — президент Ради греків зарубіжжя. У його повноваження та обовязках — зміцнення відносин САЕ та істотна співпраця із Вселенським Константинопольським Патріархатом, Патріархатом Александрії і всієї Африки, також Єрусалимським Патріархатом.
З 2009 року він також входить до першої Ради директорів в Александрійському центрі Елліністики, створеному Александрійською бібліотекою, Фондом Александра С. Онассіса, фондом Вардіноянні та Александрійським університетом.

## Нагороди
Нагороджений Президентом Грецької Республіки Константіносом Стефанопулосом Золотим Хрестом ордену Фенікса.
Нагороджений блаженним Александрійським патріархом Парфенієм орденом Святого апостола і євангеліста Марка I ступеня, блаженним Патріархом Александрії і всієї Африки Петром IV Великим патріархальним Хрестом ордена преподобного Сави Освяченого, архонтом якого він, є і блаженним Патріархом всія Русі Алексієм.